# 阿尼欧
阿尼欧（法語：Agneaux，法語發音：[aɲo]）是法国芒什省的一个市镇，位于该省中部，省会圣洛市区西部，维尔河左岸，属于圣洛区。阿尼欧是圣洛城市公共社区的一部分。

## 地理
阿尼欧（49°7'0"N, 1°6'40"W）面积6.5 平方千米，位于法国诺曼底大区芒什省，该省份为法国西北部沿海省份，西、北、东北三面环大西洋，东起顺时针与卡爾瓦多斯省、奧恩省、马耶讷省和伊勒-维莱讷省接壤。
与阿尼欧接壤的市镇（或旧市镇、城区）包括：朗庞、泰尔瓦勒、圣乔治蒙科克、圣吉勒、圣洛。
阿尼欧的时区为UTC+01:00、UTC+02:00（夏令时）。

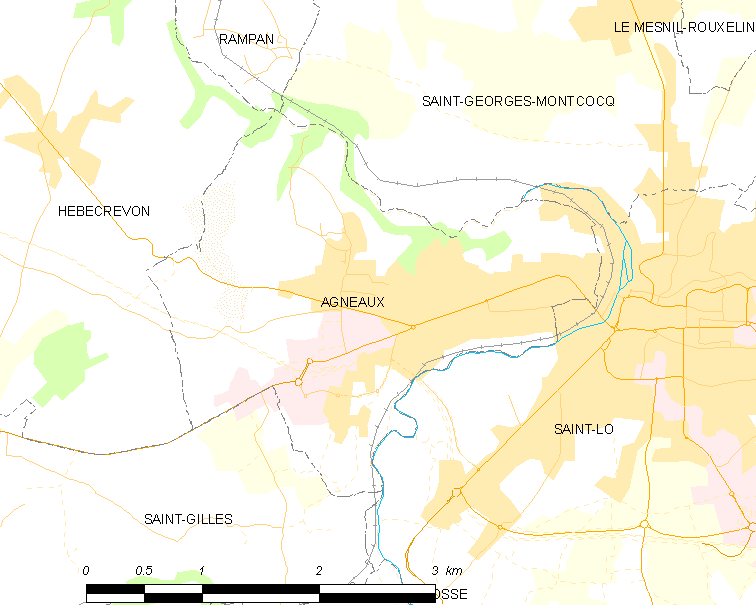
阿尼欧的OSM定位图

## 行政
阿尼欧的邮政编码为50180，INSEE市镇编码为50002。

## 政治
阿尼欧所属的省级选区为圣洛第一县。

## 文化

### 旅游景点
- 圣玛丽城堡（法语：Château de Sainte-Marie）

## 交通
法国国道N174线经过境内并设有出入口。

## 人口

1962-2008年间阿尼欧人口变化图示

阿尼欧于2022年1月1日时的人口数量为4266人。

## 友好城市
奥地利 大格洛克纳施特拉瑟地区布鲁克